# John Roselius
John Roselius, est un acteur américain né le 19 août 1944 et mort le 29 octobre 2018 .

## Filmographie sélective
- 1989 : Deux dollars sur un tocard de Joe Pytka
- 1992 : Sang chaud pour meurtre de sang-froid de Phil Joanou
- 1994 : Un ange gardien pour Tess (Alive) de Hugh Wilson
- 1995 : Le Diable en robe bleue de Carl Franklin
- 1996 : Norma Jean and Marilyn de Tim Fywell (téléfilm)
- 1996 : Space Jam de Joe Pytka
- 1996 : Mars Attacks! de Tim Burton
- 1997 : Lost Highway de David Lynch
- 1997 : Les Ailes de l'enfer (Con Air ) de  Simon West
- 1998 : The Truman Show de Peter Weir
- 1999 : Première Sortie (Blast from the Past) de Hugh Wilson
- 1999 : Aussi profond que l'océan (The Deep End of the Ocean) d'Ulu Grosbard